# Gumiláb
A Gumiláb (Footloose) egy 1984-es két Oscar-díjra, egy Golden Globe- és egy Grammy-díjra jelölt amerikai film. A filmből 2011-ben nagy sikerű remake készült.

## Történet
Ren McCormack Chicagóból egy kis városba költözik, ahol a városi tanács betiltotta a táncot és rockzenét. Ren és az osztálytársai azt akarják, hogy ismét lehessen zenélni és táncolni. Meg kell találniuk a módját, hogy levegyék a lábukról Shaw Moore atyát, akinek célkitűzése, hogy a tánctól és rockzenétől mentes legyen a város.

## Szereplők
| Szerep              | Színész              | Magyar hang        |
| ------------------- | -------------------- | ------------------ |
| Ren MacCormack      | Kevin Bacon          | Görög László       |
| Willard Hewitt      | Chris Penn           | Alföldi Róbert     |
| Ariel Moore         | Lori Singer          | Kováts Adél        |
| Vi Moore            | Dianne Wiest         | Venczel Vera       |
| Shaw Moore atya     | John Lithgow         | Dunai Tamás        |
| Woody               | John Laughlin        | Malcsiner Péter    |
| Rusty               | Sarah Jessica Parker | Báthory Orsolya    |
| Wendy Joe           | Elizabeth Gorcey     |                    |
| Ethel McCormack     | Frances Lee McCain   | Menszátor Magdolna |
| Chuck Cranston      | Jim Youngs           | Czvetkó Sándor     |
| Burlington Cranston | Douglas Dirkson      |                    |
| Lulu Warnicker      | Lynne Marta          |                    |
| Wes Warnicker       | Arthur Rosenberg     |                    |
| Andy Beamis         | Timothy Scott        | Szacsvay László    |
| Roger Dunbar edző   | Alan Haufrect        | Maros Gábor        |
| Eleanor Dunbar      | Linda MacEwen        |                    |
| Edna                | Kim Jensen           |                    |
| Travis              | Michael Telmont      |                    |
| Rich                | Leo Geter            | Stohl András       |
| Jeff                | Ken Kemp             |                    |
| Herb                | Russ McGinn          |                    |
| Mr. Gurntz          | Sam Dalton           |                    |
| Widdoes             | H.E.D. Redford       |                    |
| Harvey              | Jay Bernard          |                    |
| Csapattag           | David Valenza        |                    |
| Sarah Warnicker     | Meghan Broadhead     |                    |
| Amy Warnicker       | Mimi Broadhead       |                    |
| Virginia            | Marcia Reider        |                    |
| Kövér cowboy        | John Perryman        |                    |
| Mrs. Allyson        | Mary Ethel Gregory   |                    |
| Mr. Walsh           | Oscar Rowland        |                    |
| Mayor Dooley        | J. Paul Broadhead    |                    |
| Elvis               | John Bishop          |                    |

## Díjak, jelölések
| Év   | Díj                | Kategória                                                              | Jelölt                                                                                              | Eredmény |
| ---- | ------------------ | ---------------------------------------------------------------------- | --------------------------------------------------------------------------------------------------- | -------- |
| 1985 | Oscar-díj          | Legjobb zene                                                           | Kenny Loggins Dean Pitchford (Footloose című dal)                                                   | Jelölve  |
| 1985 | Oscar-díj          | Legjobb zene                                                           | Kenny Loggins Dean Pitchford (Let's Hear It for the Boy című dal)                                   | Jelölve  |
| 1985 | Golden Globe-díj   | Legjobb zene                                                           | Kenny Loggins Dean Pitchford (Footloose című dal)                                                   | Jelölve  |
| 1985 | Grammy-díj         | Legjobb album                                                          | Bill Wolfer Dean Pitchford Kenny Loggins Tom Snow Sammy Hagar Michael Gore Eric Carmen Jim Steinman | Jelölve  |
| 1985 | Young Artist Award | Legjobb családi film – vígjáték vagy musical                           | | Jelölve  |
| 1985 | Young Artist Award | Legjobb fiatal női mellékszereplő / musical, vígjáték, kaland és dráma | Sarah Jessica Parker                                                                                | Jelölve  |

## Filmzene
1. Kenny Loggins – Footloose
2. Deniece Williams – Let's Hear It for the Boy
3. Shalamar – Dancing in the Sheets
4. Moving Pictures – Never
5. Kenny Loggins – I'm Free
6. Sammy Hagar – The Girl Gets Around
7. Bonnie Tyler – Holding Out for a Hero
8. Karla Bonoff – Somebody's Eyes
9. Quiet Riot – Bang Your Head (Metal Health)
10. Foreigner – Waiting for A Girl Like You
11. John Mellencamp – Hurts So Good
12. Almost Paradise